# Paary
Paary (prononciation [paˈarɨ]) est un village de la gmina de Susiec, du powiat de Tomaszów Lubelski, dans la voïvodie de Lublin, situé dans l'est de la Pologne.
Il se situe à environ 14 kilomètres au sud-ouest de Tomaszów Lubelski (siège du powiat) et 110 kilomètres au sud-est de Lublin (capitale de la voïvodie).
Le village comptait approximativement 712 habitants en 2010.

## Administration
De 1975 à 1998, le village est attaché administrativement à l'ancienne voïvodie de Zamość.

Depuis 1999, il fait partie de la nouvelle voïvodie de Lublin.